# Magna Hungaria
Ne doit pas être confondu avec Grande Hongrie.
- Proto-finno-ougriens
- Proto-ougriens
- Magna Hungaria
- Levédia

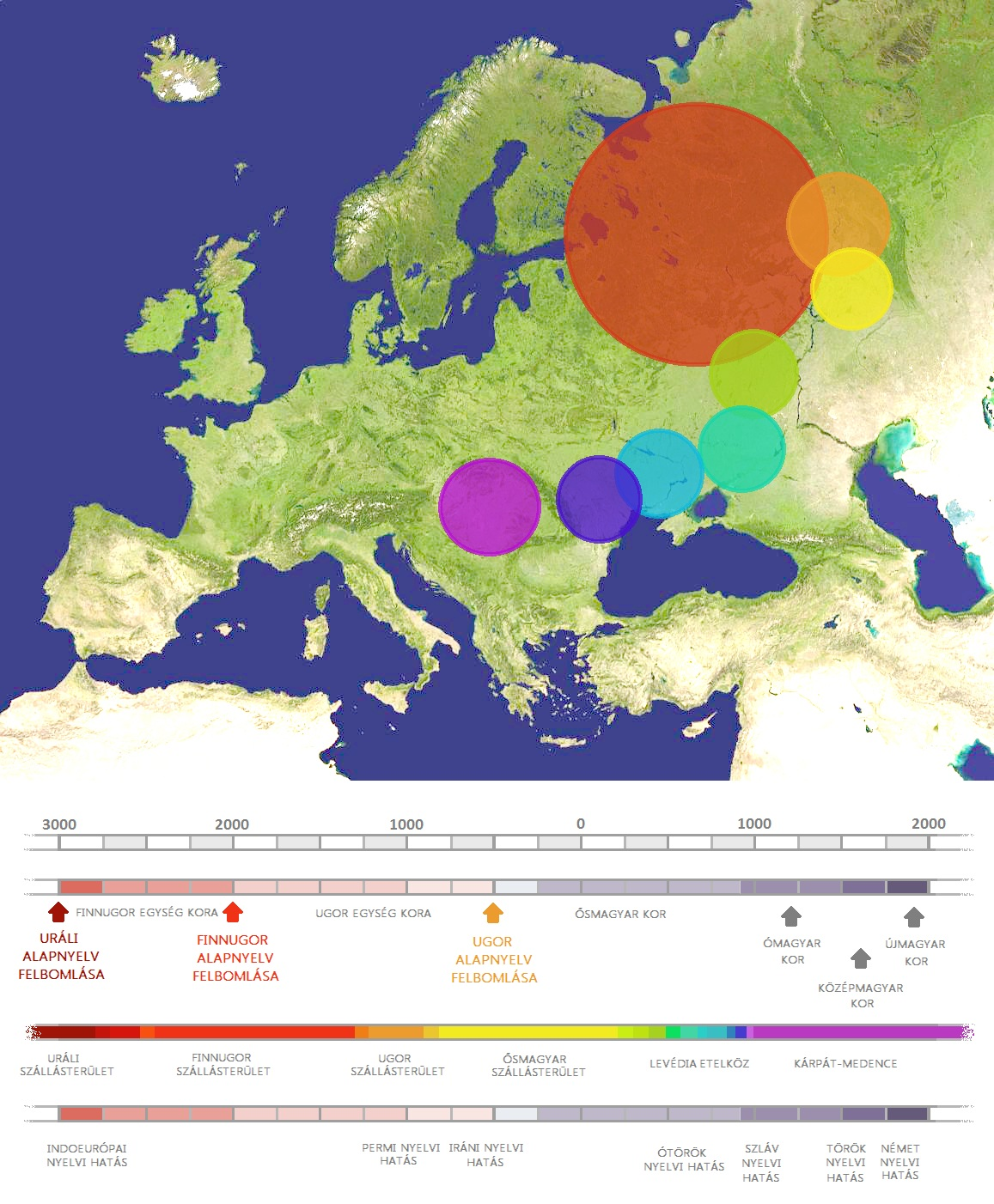
La migration des Hongrois :
Proto-finno-ougriens
Proto-ougriens
Magna Hungaria
Etelköz
Bassin des Carpates

Le terme latin de Magna Hungaria (également connue en latin sous le nom de Hungaria maior; hongrois : Nagy-Magyarország, polonais : Wielkie Węgry), littéralement « Grande Hongrie » ou « Ancienne Hongrie », désigne la terre d'origine des Hongrois, dont l'identification fait encore l'objet de débats historiographiques.
La Magna Hungaria est mentionnée par le frère franciscain originaire de la région italienne d'Ombrie Jean de Plan Carpin, au cours du XIIIe siècle, dans les récits de ses voyages en Asie du Nord et centrale. Le frère Julien, moine et explorateur hongrois du XIIIe siècle, se rend également en Magna Hungaria dans l'espoir d'entrer en contact avec les Magyars orientaux, le groupe de Hongrois ayant préféré se diriger vers l'est plutôt que d'avancer avec le reste du peuple vers le bassin des Carpates au cours du IXe siècle.
Selon le courant historiographique dominant, la Magna Hungaria est située dans les régions forestières et steppiques de la Bachkirie, région faisant aujourd'hui partie de la Russie, ou plus précisément dans la zone des cultures de Kušnarenkovo et de Karajakupovo, dans les contreforts de l'Oural méridional.

## Histoire

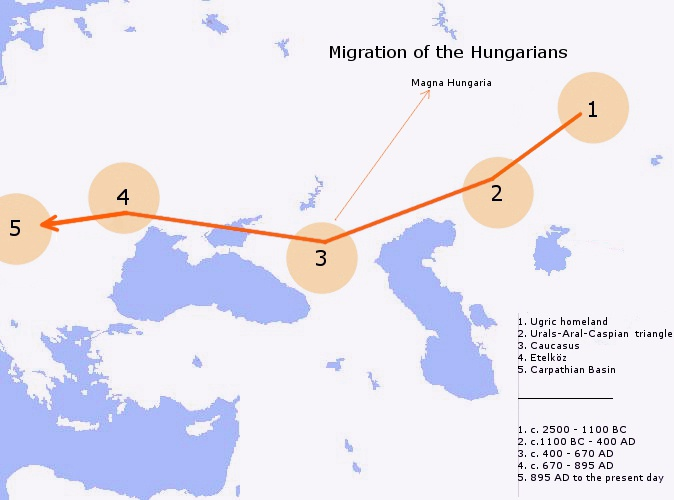
Une carte représentant l'Europe centrale et orientale, ainsi que la voie de migration possible des Magyars vers le bassin des Carpates, d'après la théorie de Péter Veres. Le voyage comprend une halte dans la région de la rivière Kouban.

Dans les années 1230, inspiré par la version fournie par une chronique hongroise, le frère Julien part à la recherche de la patrie légendaire des Magyars, la Magna Hungaria, après avoir appris son existence et le fait qu'un groupe de Hongrois se soit séparé des autres en ne se déplaçant pas en direction de l'Europe de l'Est. Au cours de son voyage, il rencontre une population de langue hongroise « à proximité du grand fleuve Etil », identifié par les chercheurs comme étant la Volga ou la Kama. Les terres sur lesquelles l'ecclésiastique se rend sont celles des Bulgares de la Volga et se situent dans l'actuelle Bachkirie, dans le sud de la partie européenne de la Russie. La controverse académique sur la question de savoir si la Magna Hungaria est réellement le foyer originel des Magyars ou s'ils s'y établissent au cours de leur migration vers l'ouest depuis la plaine de Sibérie occidentale est vouée à rester sans réponse.,, Selon une différente hypothèse scientifique, la Magna Hungaria n'est ni le foyer originel des Magyars ni leur première étape permanente dans leur long voyage en direction de l'Europe. En effet, selon cette hypothèse, les ancêtres des Magyars orientaux rencontrés par le frère Julien se seraient déplacés en direction de la Magna Hungaria en provenance du sud.
Selon une autre hypothèse académique, le nom d'au moins une tribu magyare, probablement celle des Gyarmat, est lié au nom d'un groupe de population bachkir, les Yurmatï. Les rites funéraires traditionnels, notamment l'utilisation de masques mortuaires, ainsi que la présence de parties de chevaux dans les tombes, ont pu être reconstitués grâce à la découverte d'un cimetière datant du IXe   ou   Xe siècle et situé au confluent de la Volga et de la Kama, à proximité de l'actuelle Bolšie Tigany. Il est intéressant de noter que les deux usages mentionnés ci-dessus se retrouvent également dans des sites funéraires hongrois localisés dans le bassin des Carpates et datant du Xe siècle. La plupart des chercheurs affirment que le cimetière de Bolšie Tigany est utilisé par des Magyars qui sont restés en Magna Hungaria au moment où d'autres groupes quittent le territoire, ou qui sont originaires d'autres régions habitées par les Magyars au cours de leurs migrations.
Si le foyer originel des Magyars est situé en Sibérie occidentale, plutôt qu'en Magna Hungaria, leurs ancêtres se sont déplacés depuis la Sibérie occidentale en direction de l'Europe de l'Est. Ce déplacement a dû se produire au cours de la période comprise entre 500 avant J.-C. et 700 après J.-C., une période au cours de laquelle les steppes deviennent un lieu de passage fortement fréquenté. Un point de référence important pour les historiens est celui de la culture de Prohorovo, qui, au vu des données archéologiques disponibles, s'est certainement répandue dans la région actuelle de la Bachkirie aux environs de 400 av. J.-C. La migration des Huns en direction de l'ouest contraint de nombreux groupes de population établis en Sibérie occidentale à fuir en direction de l'Europe entre 350 et 400 apr. J.-C. environ. L'attaque des Avars contre les Sabires en Sibérie entraîne une série de migrations au cours des années 460. Entre environ 550 et 600, la migration des Avars en direction de l'Europe oblige de nombreux groupes nomades à se déplacer.

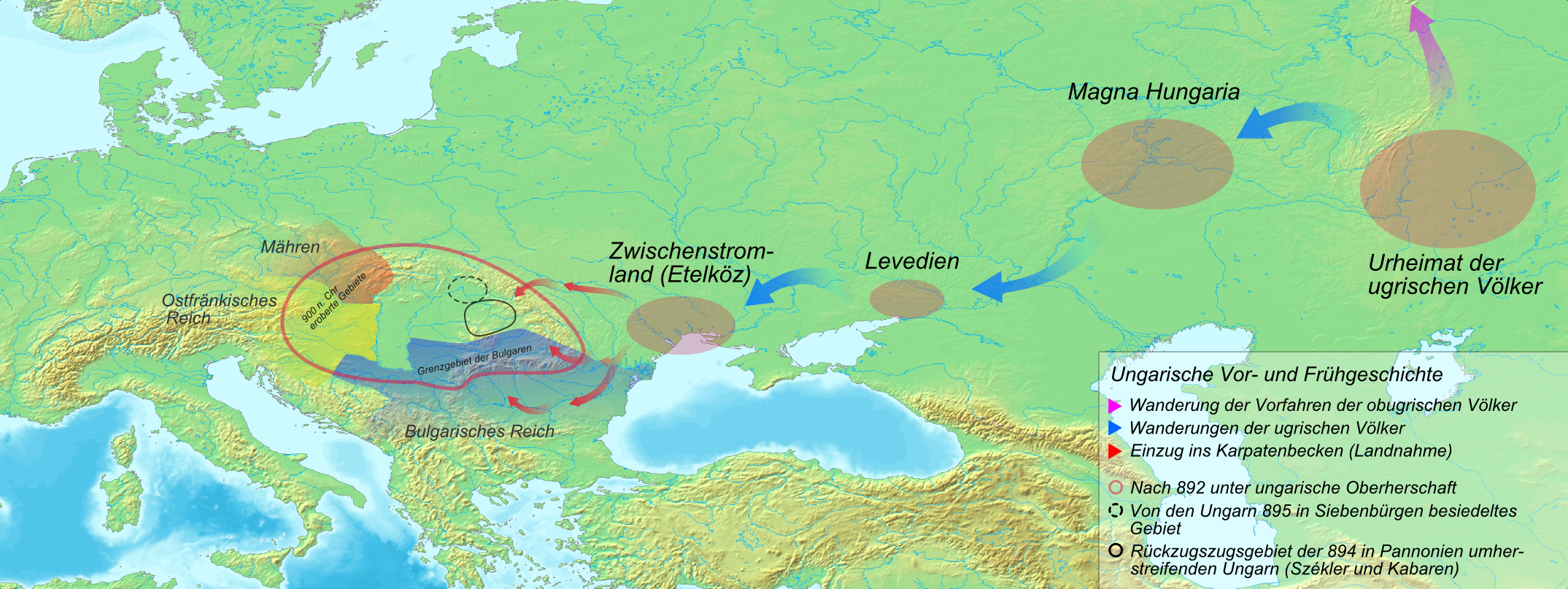
Une carte supplémentaire représentant la migration des anciens Hongrois depuis la Magna Hungaria vers l'Europe centrale.

L'arrivée des Huns met fin à la domination des peuples iraniens sur les steppes eurasiennes. Par la suite, les Sabires, les Avars, les Onoghours, les Khazars, ainsi que d'autres peuples turcs maintiennent sous leur contrôle les prairies de l'Europe de l'Est de manière plus ou moins continue pendant plusieurs siècles. Abu Saʿīd Gardēzī, géographe et historien persan actif au cours de la première moitié du XIe siècle, se risque à considérer les Magyars comme étant « une branche des Turcs », une forme de description reprise par Léon VI le Sage et Constantin VII Porphyrogénète, empereurs et auteurs byzantins. Les linguistes ont laborieusement procédé à la reconstitution des quelque 450 termes hongrois empruntés aux langues turques avant l'an 900. Certaines caractéristiques particulièrement ataviques des chansons folkloriques hongroises présentent des similitudes avec celles des Tchouvaches, un groupe ethnique établi principalement en Russie et au Kazakhstan. Sur la base de ces caractéristiques, il est conclu que les Magyars étaient étroitement liés aux Turcs au cours de la longue période qu'ils ont passée dans les steppes pontiques.

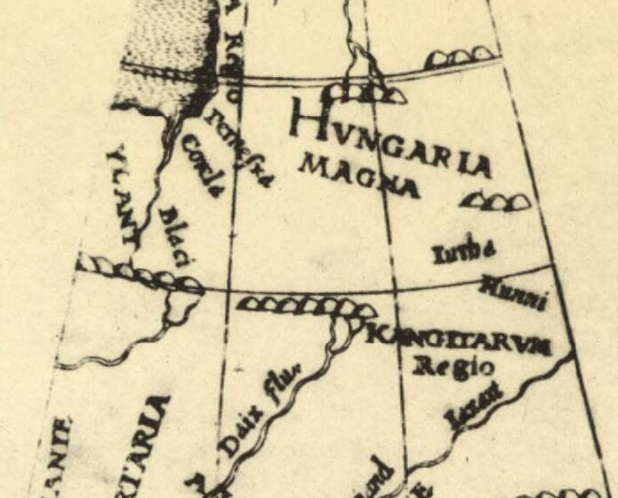
La Magna Hungaria représentée sur le globe terrestre réalisé par Johannes Schöner (1523-1524)

Gyula Németh, András Róna-Tas ainsi que d'autres chercheurs notent que pendant plusieurs siècles, les Magyars ont vécu aux alentours du fleuve Kouban, qui coule au nord de la chaîne de montagnes du Caucase., Selon les historiens et les linguistes, c'est dans cet environnement que les Magyars adoptent une grande partie des termes turcs utilisés dans le domaine de la viticulture, notamment bor (« vin ») et seprő (« grappe »), ainsi que ceux de certains fruits comme le cornouiller (som), le raisin (szőlő), et autres,. D'après ce courant historico-linguistique, les termes hongrois d'origine alains sont également empruntés dans le même contexte, comme, entre autres, asszony (« dame », initialement « dame de sang noble ou royal »).